# 新小萱篤綱
新小萱 篤綱（にこがや あつつな）は、戦国時代の武将。白河結城氏の家臣。陸奥国新小萱館主。

## 略歴
永禄3年(1560年）、二階堂氏家臣・須田盛秀の調略により、白河結城氏に叛いて二階堂氏に寝返った新城備後守と須田源次郎の討伐を結城晴綱から命じられ、大将として出撃し新城館を攻撃した。しかし、援軍として送られた保土原行藤によって散々に打ち破られ敗退、先陣を務めた白石刑部大輔は戦死し、篤綱も身体に三矢を受け、その傷が元でのちに死没した。
新城館の館主は新城備後守の後、須田近江守定綱になったという。